# Тарская котловина
Та́рская котлови́на (Та́рская доли́на) — межгорная котловина в центральной части Северного Кавказа между Лесистым и Скалистым хребтами на высоте 750—900 м над уровнем моря в просвете Пастбищного хребта. Окружена широколиственными лесами. Микроклимат котловины характеризуется как избыточно увлажнённый (850 мм и более осадков в год). В западной части котловины — залежи торфа. Полностью находится в пределах Пригородного района Республики Северная Осетия — Алания.
В котловине располагается селение Тарское (около 2,5 тысяч жителей, осетины и ингуши) и полигон Министерства обороны. В котловину ведут две автодороги: Тарское шоссе с запада, со стороны Владикавказа, и дорога по течению реки Камбилеевки, соединяющая село Тарское с Октябрьским.
Тарская долина считается одним из очагов формирования ингушского этноса. В частности, среди первых ингушских переселенцев в Назрань были выходцы отсюда (ангуштовцы).
В 1977 году в Тарской котловине в ходе спасательных археологических работ обнаружен и описан катакомбный могильник аланского времени (датирован VIII—IX вв н. э. по арабской монете) с артефактами, идентичными обнаруженным в более крупном Даргавсском могильнике.